# 8370 Vanlindt
8370 Vanlindt eller 1991 RK11 är en asteroid i huvudbältet som upptäcktes den 4 september 1991 av den belgiske astronomen Eric W. Elst vid La Silla-observatoriet. Den är uppkallad efter Marianne Van Lindt.
Asteroiden har en diameter på ungefär 5 kilometer.